# Myotis martiniquensis
Myotis martiniquensis — вид рукокрилих роду Нічниця (Myotis).

## Поширення, поведінка
Проживання: Барбадос, Мартиніка. Сідала лаштує в печерах. Комахоїдний.